# Preakness Stakes
Preakness Stakes é uma corrida de cavalos disputada anualmente no terceiro sábado do mês de maio no Pimlico Race Course, Baltimore, Maryland. A corrida realiza-se sobre uma em pista de areia na distancia de uma 1910m de galope plano, destinada para thoroughbreds de 3 anos. É a segunda prova da Tríplice Coroa do turfe americano, ocorrendo duas semanas após o Kentucky Derby e três semanas antes do Belmont Stakes.
A primeira corrida foi realizada em 1873, o Preakness Stakes recebeu esse nome de um ex-governador de Maryland depois que um potro saiu vencedor em Pimlico. A corrida foi denominada como "A corrida para os Susans de olhos negros" porque um manto de flores amarelas foi alterado para lembrar a flor de estado de Maryland é colocado em volta do pescoço do vencedor. A participação no Preakness Stakes está em segundo lugar na América do Norte entre os eventos equestres, superados apenas pelo Kentucky Derby.

## História
Dois anos antes do Kentucky Derby ser disputado pela primeira vez, Pimlico apresentou sua nova corrida de apostas para cavalos de três anos, o Preakness, em sua primeira corrida no primavera de 1873. O ex- governador de Maryland, Oden Bowie, deu o nome de metade (2,41 km) da corrida em homenagem ao potro Preakness de Preakness Stables de Milton Holbrook Sanford em Preakness, Wayne Township, de Nova Jersey, que ganhou o Dinner Party Stakes no dia em que Pimlico abriu (25 de outubro de 1870). Diz-se que o nome de New Jersey veio do nome nativo americano Pra-qua-les. Depois que Preakness venceu o Dinner Party Stakes, seu jockey, Billy Hayward, desamarrou um saco de seda de moedas de ouro que pendiam de um arame esticado na pista do estande dos juízes. Esta foi a suposta maneira que o "fio" na linha de chegada foi introduzido e como a concessão do dinheiro da "bolsa" veio a ser. Na realidade, o termo "bolsa", significando prêmio em dinheiro, esteve em uso por mais de um século.
O primeiro Preakness, realizado em 27 de maio de 1873, atraiu sete pessoas. O cavalo de John Chamberlain, Survivor, ganhou facilmente a bolsa de 2.050 dólares com uma margem de 10 corpos de vantagem. Esta foi a maior margem de vitória até 2004, quando Smarty Jones venceu por 11 corpos e meio.

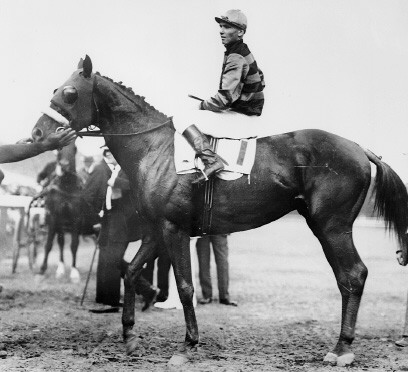
Sir Barton, vencedor em 1919

Em 1890, o Morris Park Racecourse, no Bronx, em Nova York, recebeu as apostas do Preakness. Esta corrida foi realizada em condições de handicap e a restrição de idade foi elevada. A corrida foi vencida por um cavalo de cinco anos chamado Montague. Depois de 1890, não houve corrida por três anos. Durante os 15 anos entre 1894 a 1908, a corrida foi realizada no Gravesend Race Track em Coney Island, Nova York. Em 1909 retornou a Pimlico.
Sete edições do Preakness Stakes foram disputadas em condições de handicap, nas quais os cavalos mais talentosos ou favorecidos são designados para ter um peso maior. Foi executado primeiramente sob estas condições em 1890 e outra vez nos anos 1910-1915. Durante esses anos, a corrida ficou conhecida como Preakness Handicap.
Em março de 2009, a Magna Entertainment Corp., que é dona de Pimlico, entrou com pedido de falência no Capítulo 11.. Em 13 de abril de 2009, o Legislativo de Maryland aprovou um plano para comprar o curso de Stakes e Pimlico se a Magna Entertainment não conseguisse encontrar um comprador.
A participação de apostadores no Preakness Stakes está em segundo lugar na América do Norte e normalmente supera a participação de todas as outras corridas de apostas, incluindo o Belmont Stakes, a Breeders 'Cup e o Kentucky Oaks. O comparecimento no Preakness Stakes geralmente é apenas superado pelo Kentucky Derby.
Em fevereiro de 2017, a Maryland Stadium Authority divulgou a primeira fase de um estudo dizendo que a Pimlico precisava de US$ 250 milhões de dólares em reformas. Em maio de 2017, ninguém demonstrou interesse em financiar o trabalho. O Stronach Group, dono do Hipódromo de Pimlico e do Laurel Park , só estava interessado em transferir as estacas da Preakness Stakes para o Laurel Park, a menos que outra pessoa financiasse o trabalho em Pimlico.
A 145ª corrida do Preakness Stakes foi realizada em um sábado, 3 de outubro de 2020, com seu atraso decorrente da pandemia de COVID-19 no início do ano. A disputa acabou sendo a derradeira para a Tríplice Coroa, após o Kentucky Derby e o Belmont Stakes, que também foram realizados com atrasos e fora de sua ordem normal. Foi realizado sem a presença do público.

## Dia da corrida
É disputado em maio de cada ano (terceiro sabado). Vem após o Kentucky Derby e antes do Belmont Stakes. Os cavalos do Preakness são chamados para ocuparem seus postos, em seguida o público é convidado a cantar "Maryland, My Maryland", a música oficial do estado de Maryland. Tradicionalmente, a banda de Baltimore Colts comandou a música do campo interno. Atualmente, o Glee Club da Academia Naval dos Estados Unidos comanda a música.
Assim que o vencedor do Preakness for declarado oficialmente, um pintor sobe uma escada até o topo de uma réplica da cúpula do Old Clubhouse e as cores das sedas do proprietário vitorioso são aplicadas no jóquei e no cavalo que fazem parte do cata-vento no topo da estrutura interna. A prática começou em 1909, quando um cata-vento montou no antigo clube dos membros, que foi construído quando Pimlico foi inaugurado em 1870. O edifício vitoriano foi destruído por um incêndio em junho de 1966 e uma réplica da cúpula do prédio antigo foi construída para fique no círculo do vencedor da Preakness no campo interno.
Um manto de flores amarelas pintadas com verniz preto para recriar a aparência de uma Susan de olhos pretos é colocado em volta do pescoço do cavalo vencedor neste momento, e uma réplica do Vaso Woodlawn é dada a o dono do cavalo vencedor. Se esse cavalo também tiver vencido o Kentucky Derby, especulações e empolgação começarão imediatamente a se decidir se o cavalo vai ganhar a Tríplice Coroa do Turfe no Belmont Stakes em junho.

## Vencedores do Preakness Stakes
| Ano    | Vencedor            | País           | Pai                | Jockey             | Treinador              | Proprietário                       | Tempo         |               |
| 2025   | Journalism          | Estados Unidos | Curlin             | Umberto Rispoli    | Michael W. McCarthy    | Bridlewood Farm                    | 1'55"47       |               |
| 2024   | Seize the Grey      | Estados Unidos | Arrogate           | Jaime A. Torres    | D. Wayne Lukas         | MyRacehorse                        | 1'56"82       |               |
| 2023   | National Treasure   | Estados Unidos | Quality Road       | John R. Velazquez  | Bob Baffert            | SF Racing LLC                      | 1'55"12       |               |
| 2022   | Early Voting        | Estados Unidos | Gun Runner         | José Ortiz         | Chad Brown             | Klaravich Stables                  | 1'54"54       |               |
| 2021   | Rombauer            | Estados Unidos | Twirling Candy     | Flavien Prat       | Michael W. McCarthy    | Diane & John Fradkin               | 1'53"62       |               |
| 2020   | Swiss Skydiver ‡    | Estados Unidos | Daredevil          | Robby Albarado     | Kenneth McPeek         | Peter J. Callahan                  | 1'53"28       |               |
| 2019   | War of Will         | Estados Unidos | War Front          | Tyler Gaffalione   | Mark E. Casse          | Gary Barber                        | 1'54"34       |               |
| 2018   | Justify †           | Estados Unidos | Scat Daddy         | Mike Smith         | Bob Baffert            | China Horse Club e WinStar Farm    | 1'55"93       |               |
| 2017   | Cloud Computing     | Estados Unidos | Maclean's Music    | Javier Castellano  | Chad Brown             | Klaravich Stables                  | 1'55"98       |               |
| 2016   | Exaggerator         | Estados Unidos | Curlin             | Kent Desormeaux    | J.Keith Desormeaux     | Big Chief Racing LLC & al.         | 1'58"31       |               |
| 2015   | American Pharoah †  | Estados Unidos | Pioneerof the Nile | Victor Espinoza    | Bob Baffert            | Zayat Stables LLC                  | 1'58"46       |               |
| 2014   | California Chrome   | Estados Unidos | Lucky Pulpit       | Victor Espinoza    | Art Sherman            | S.Coburn & P.Martin                | 1'54"84       |               |
| 2013   | Oxbow               | Estados Unidos | Awesome Again      | Gary Stevens       | Wayne Lukas            | Calumet Farm                       | 1'57"54       |               |
| 2012   | I'll Have Another   | Estados Unidos | Flower Alley       | Mario Gutierrez    | Doug O'Neill           | J. Paul Reddam                     | 1'55"94       |               |
| 2011   | Shackleford         | Estados Unidos | Forestry           | Jesus Castañon     | Dale Romans            | Michael Lauffer & W. D. Cubbedge   | 1'56"47       |               |
| 2010   | Lookin At Lucky     | Estados Unidos | Smart Strike       | Martin Garcia      | Bob Baffert            | Michael E.Pegram                   | 1'55"47       |               |
| 2009   | Rachel Alexandra ‡  | Estados Unidos | Medaglia d'Oro     | Calvin Borel       | Steve Asmussen         | Stonestreet Stables                | 1'55"08       |               |
| 2008   | Big Brown           | Estados Unidos | Boundary           | Kent Desormeaux    | Rick Dutrow            | IEAH Stables, Paul Pompa Jr., & al | 1'54"80       |               |
| 2007   | Curlin              | Estados Unidos | Smart Strike       | Robby Albarado     | Steve Asmussen         | Midnight Cry Stables et al         | 1'53"46       |               |
| 2006   | Bernardini          | Estados Unidos | A.P.Indy           | Javier Castellano  | Tom Albertrani         | Darley Stables                     | 1'54"65       |               |
| 2005   | Afleet Alex         | Estados Unidos | Northern Afleet    | Jeremy Rose        | Timothy F. Ritchey     | Cash is King Stable                | 1'55"04       |               |
| 2004   | Smarty Jones        | Estados Unidos | Elusive Quality    | Stewart Elliott    | John Servis            | Someday Farm                       | 1'55"59       |               |
| 2003   | Funny Cide          | Estados Unidos | Distorted Humor    | Jose Santos        | Barclay Tagg           | Sackatoga Stable                   | 1'55"61       |               |
| 2002   | War Emblem          | Estados Unidos | Our Emblem         | Victor Espinoza    | Bob Baffert            | Thoroughbred Corp.                 | 1'56"40       |               |
| 2001   | Point Given         | Estados Unidos | Thunder Gulch      | Gary L. Stevens    | Bob Baffert            | The Thoroughbred Corp.             | 1'55"40       |               |
| 2000   | Red Bullet          | Estados Unidos | Unbridled          | Jerry D. Bailey    | Joe Orseno             | Stronach Stables                   | 1'56"00       |               |
| 1999   | Charismatic         | Estados Unidos | Summer Squall      | Chris Antley       | D. Wayne Lukas         | Bob & Beverly Lewis                | 1'55"20       |               |
| 1998   | Real Quiet          | Estados Unidos | Quiet American     | Kent Desormeaux    | Bob Baffert            | Michael E. Pegram                  | 1'54"80       |               |
| 1997   | Silver Charm        | Estados Unidos | Silver Buck        | Gary Stevens       | Bob Baffert            | Bob & Beverly Lewis                | 1'54"40       |               |
| 1996   | Louis Quatorze      | Estados Unidos | Sovereign Dancer   | Pat Day            | Nick Zito              | C-C-H Partners                     | 1'53"40       |               |
| 1995   | Timber Country      | Estados Unidos | Woodman            | Pat Day            | D. Wayne Lukas         | Beck, Lewis & Young                | 1'54"40       |               |
| 1994   | Tabasco Cat         | Estados Unidos | Storm Cat          | Pat Day            | D. Wayne Lukas         | D. P. Reynolds & Overbrook Farm    | 1'56"40       |               |
| 1993   | Prairie Bayou       | Estados Unidos | Little Missouri    | Mike E. Smith      | Tom Bohannan           | Loblolly Stable                    | 1'56"60       |               |
| 1992   | Pine Bluff          | Estados Unidos | Danzig             | Chris McCarron     | Tom Bohannan           | Loblolly Stable                    | 1'55"60       |               |
| 1991   | Hansel              | Estados Unidos | Woodman            | Jerry Bailey       | Frank Brothers         | Lazy Lane Farms                    | 1'54"00       |               |
| 1990   | Summer Squall       | Estados Unidos | Storm Bird         | Pat Day            | Neil J. Howard         | Dogwood Stable                     | 1'53"60       |               |
| 1989   | Sunday Silence      | Estados Unidos | Halo               | Pat Valenzuela     | Charles E. Whittingham | H-G-W Partners                     | 1'53"80       |               |
| 1988   | Risen Star          | Estados Unidos | Secretariat        | Eddie Delahoussaye | Louie Roussel III      | Louie Roussel III                  | 1'56"20       |               |
| 1987   | Alysheba            | Estados Unidos | Alydar             | Chris McCarron     | Jack Van Berg          | Dorothy Scharbauer                 | 1'55"80       |               |
| 1986   | Snow Chief          | Estados Unidos | Reflected Glory    | Alex Solis         | Melvin Stute           | Grinstead & Rochelle               | 1'54"80       |               |
| 1985   | Tank's Prospect     | Estados Unidos | Mr.Prospector      | Pat Day            | D. Wayne Lukas         | Eugene V. Klein                    | 1'53"40       |               |
| 1984   | Gate Dancer         | Estados Unidos | Sovereign Dancer   | Angel Cordero, Jr. | Jack Van Berg          | Kenneth Opstein                    | 1'53"60       |               |
| 1983   | Deputed Testamony   | Estados Unidos | Traffic Cop        | Donald Miller Jr.  | Bill Boniface          | Francis P. Sears                   | 1'55"40       |               |
| 1982   | Aloma's Ruler       | Estados Unidos | Iron Ruler         | Jack Kaenel        | John Lenzini Jr.       | Nathan Scherr                      | 1'55"40       |               |
| 1981   | Pleasant Colony     | Estados Unidos | His Majesty        | Jorge Velasquez    | John P. Campo          | Buckland Farm                      | 1'54"60       |               |
| 1980   | Codex               | Estados Unidos | Arts and Letters   | Angel Cordero, Jr. | D. Wayne Lukas         | Tartan Stable                      | 1'54"20       |               |
| 1979   | Spectacular Bid     | Estados Unidos | Bold Bidder        | Ronnie Franklin    | Bud Delp               | Hawksworth Farm                    | 1'54"20       |               |
| 1978   | Affirmed †          | Estados Unidos | Exclusive Native   | Steve Cauthen      | Laz Barrera            | Harbor View Farm                   | 1'54"40       |               |
| 1977   | Seattle Slew †      | Estados Unidos | Bold Reasoning     | Jean Cruguet       | Billy Turner           | Karen L. Taylor                    | 1'54"40       |               |
| 1976   | Elocutionist        | Estados Unidos | Gallant Romeo      | John Lively        | Paul Adwell            | Eugene C. Cashman                  | 1'55"00       |               |
| 1975   | Master Derby        | Estados Unidos | Dust Commander     | Darrel McHargue    | Smiley Adams           | Golden Chance Farm                 | 1'56"40       |               |
| 1974   | Little Current      | Estados Unidos | Sea Bird           | Miguel A. Rivera   | Lou Rondinello         | Darby Dan Farm                     | 1'54"60       |               |
| 1973   | Secretariat †       | Estados Unidos | Bold Ruler         | Ron Turcotte       | Lucien Laurin          | Meadow Stable                      | 1'53"00       |               |
| 1972   | Bee Bee Bee         | Estados Unidos | Better Bee         | Eldon Nelson       | Red Carroll            | William S. Farish III              | 1'55"60       |               |
| 1971   | Cañonero II         | Venezuela      | Pretendre          | Gustavo Avila      | Juan Arias             | Edgar Caibett                      | 1'54"00       |               |
| 1970   | Personality         | Estados Unidos | Hail to Reason     | Eddie Belmonte     | John Jacobs            | Ethel D. Jacobs                    | 1'56"20       |               |
| 1969   | Majestic Prince     | Estados Unidos | Raise A Native     | Bill Hartack       | Johnny Longden         | Frank McMahon                      | 1'55"60       |               |
| 1968   | Forward Pass        | Estados Unidos | On And On          | Ismael Valenzuela  | Henry Forrest          | Calumet Farm                       | 1'56"80       |               |
| 1967   | Damascus            | Estados Unidos | Sword Dancer       | Bill Shoemaker     | Frank Y. Whiteley, Jr. | Edith W. Bancroft                  | 1'55"20       |               |
| 1966   | Kauai King          | Estados Unidos | Native Dancer      | Don Brumfield      | Henry Forrest          | Ford Stable                        | 1'55"40       |               |
| 1965   | Tom Rolfe           | Estados Unidos | Ribot              | Ron Turcotte       | Frank Y. Whiteley, Jr. | Powhatan Stable                    | 1'56"20       |               |
| 1964   | Northern Dancer     | Canadá         | Nearctic           | Bill Hartack       | Horatio Luro           | Windfields Farm                    | 1'56"80       |               |
| 1963   | Candy Spots         | Estados Unidos | Nigromante         | Bill Shoemaker     | Mesh Tenney            | Rex C. Ellsworth                   | 1'56"20       |               |
| 1962   | Greek Money         | Estados Unidos | Greek Song         | John L. Rotz       | Virgil W. Raines       | Brandywine Stable                  | 1'56"20       |               |
| 1961   | Carry Back          | Estados Unidos | Saggy              | Johnny Sellers     | Jack A. Price          | Katherine Price                    | 1'57"60       |               |
| 1960   | Bally Ache          | Estados Unidos | Ballydam           | Bobby Ussery       | Jimmy Pitt             | Turfland                           | 1'57"60       |               |
| 1959   | Royal Orbit         | Estados Unidos | Royal Charger      | William Harmatz    | Reggie Cornell         | Jacques Braunstein                 | 1'57"00       |               |
| 1958   | Tim Tam             | Estados Unidos | Tom Fool           | Ismael Valenzuela  | Horace A. Jones        | Calumet Farm                       | 1:57.20       |               |
| 1957   | Bold Ruler          | Estados Unidos | Nasrullah          | Eddie Arcaro       | Sunny Jim Fitzsimmons  | Wheatley Stable                    | 1'56"20       |               |
| 1956   | Fabius              | Estados Unidos | Citation           | Bill Hartack       | Horace A. Jones        | Calumet Farm                       | 1'58"40       |               |
| 1955   | Nashua              | Estados Unidos | Nasrullah          | Eddie Arcaro       | Sunny Jim Fitzsimmons  | Belair Stud                        | 1'54"60       |               |
| 1954   | Hasty Road          | Estados Unidos | Roman              | John Adams         | Harry Trotsek          | Hasty House Farm                   | 1'57"40       |               |
| 1953   | Native Dancer       | Estados Unidos | Polynesian         | Eric Guerin        | William C. Winfrey     | Alfred G. Vanderbilt II            | 1'57"80       |               |
| 1952   | Blue Man            | Estados Unidos | Blue Swords        | Conn McCreary      | Woody Stephens         | White Oak Stable                   | 1'57"40       |               |
| 1951   | Bold                | Estados Unidos | By Jimminy         | Eddie Arcaro       | Preston Burch          | Brookmeade Stable                  | 1'56"40       |               |
| 1950   | Hill Prince         | Estados Unidos | Princequillo       | Eddie Arcaro       | Casey Hayes            | Christopher Chenery                | 1'59"20       |               |
| 1949   | Capot               | Estados Unidos | Menow              | Ted Atkinson       | John M. Gaver, Sr.     | Greentree Stable                   | 1'56"00       |               |
| 1948   | Citation †          | Estados Unidos | Bull Lea           | Eddie Arcaro       | Ben A. Jones           | Calumet Farm                       | 2'02"40       |               |
| 1947   | Faultless           | Estados Unidos | Bull Lea           | Douglas Dodson     | Horace A. Jones        | Calumet Farm                       | 1'59"00       |               |
| 1946   | Assault †           | Estados Unidos | Bold Venture       | Warren Mehrtens    | Max Hirsch             | King Ranch                         | 2'01"40       |               |
| 1945   | Polynesian          | Estados Unidos | Unbreakable        | Wayne D. Wright    | Morris Dixon           | Gertrude T. Widener                | 1'58"80       |               |
| 1944   | Pensive             | Estados Unidos | Hyperion           | Conn McCreary      | Ben A. Jones           | Calumet Farm                       | 1'59"20       |               |
| 1943   | Count Fleet †       | Estados Unidos | Reigh Count        | Johnny Longden     | G. Donald Cameron      | John D. Hertz                      | 1'57"40       |               |
| 1942   | Alsab               | Estados Unidos | Good Goods         | Basil James        | Sarge Swenke           | Mrs. Albert Sabath                 | 1'57"00       |               |
| 1941   | Whirlaway †         | Estados Unidos | Blenheim           | Eddie Arcaro       | Ben A. Jones           | Calumet Farm                       | 1'58"80       |               |
| 1940   | Bimelech            | Estados Unidos | Black Toney        | Fred A. Smith      | William Hurley         | Edward R. Bradley                  | 1'58"60       |               |
| 1939   | Challedon           | Estados Unidos | Challenger         | George Seabo       | Louis J. Schaefer      | William L. Brann                   | 1'59"80       |               |
| 1938   | Dauber              | Estados Unidos | Pennant            | Maurice Peters     | Richard E. Handlen     | Foxcatcher Farms                   | 1'59"80       |               |
| 1937   | War Admiral †       | Estados Unidos | Man o' War         | Charley Kurtsinger | George Conway          | Glen Riddle Farm                   | 1'58"40       |               |
| 1936   | Bold Venture        | Estados Unidos | St Germans         | George Woolf       | Max Hirsch             | Morton L. Schwartz                 | 1'59"00       |               |
| 1935   | Omaha †             | Estados Unidos | Gallant Fox        | William Saunders   | Sunny Jim Fitzsimmons  | Belair Stud                        | 1'58"40       |               |
| 1934   | High Quest          | Estados Unidos | Sir Gallahad       | Robert Jones       | Robert Smith           | Brookmeade Stable                  | 1'58"20       |               |
| 1933   | Head Play           | Estados Unidos | My Play            | Charley Kurtsinger | Thomas Hayes           | Mrs. Silas B. Mason                | 2'02"00       |               |
| 1932   | Burgoo King         | Estados Unidos | Bubbling Over      | Eugene James       | Herbert J. Thompson    | Edward R. Bradley                  | 1'59"80       |               |
| 1931   | Mate                | Estados Unidos | Prince Pal         | George Ellis       | James W. Healy         | Albert C. Bostwick                 | 1'59"00       |               |
| 1930   | Gallant Fox †       | Estados Unidos | Sir Gallahad       | Earl Sande         | Sunny Fitzsimmons      | Belair Stud                        | 2'00"60       |               |
| 1929   | Dr. Freeland        | Estados Unidos | Light Brigade      | Louis Schaefer     | Thomas J. Healey       | Walter J. Salmon                   | 2'01"60       |               |
| 1928   | Victorian           | Estados Unidos | Whisk Broom        | Sonny Workman      | James G. Rowe, Jr.     | Harry P. Whitney                   | 2'00"20       |               |
| 1927   | Bostonian           | Estados Unidos | Broomstick         | Whitey Abel        | Fred Hopkins           | Harry P. Whitney                   | 2'01"60       |               |
| 1926   | Display             | Estados Unidos | Fair Play          | John Maiben        | Thomas J. Healey       | Walter J. Salmon                   | 1'59"80       |               |
| 1925   | Coventry            | Estados Unidos | Negofol            | Clarence Kummer    | William Duke           | G. A. Cochran                      | 1'59"00       |               |
| 1924   | Nellie Morse ‡      | Estados Unidos | Luke McLuke        | John Merimee       | Albert B. Gordon       | Bud Fisher                         | 1'57"20       |               |
| 1923   | Vigil               | Estados Unidos | Jim Gaffney        | Benny Marinelli    | Thomas J. Healey       | Walter J. Salmon                   | 1'53"60       |               |
| 1922   | Pillory             | Estados Unidos | Olambala           | L. Morris          | Thomas J. Healey       | Richard T. Wilson, Jr.             | 1:51.60       |               |
| 1921   | Broomspun           | Estados Unidos | Broomstick         | Frank Coltiletti   | James G. Rowe, Sr.     | Harry P. Whitney                   | 1'54"20       |               |
| 1920   | Man o' War          | Estados Unidos | Fair Play          | Clarence Kummer    | Louis Feustel          | Glen Riddle Farm                   | 1'51"60       |               |
| 1919   | Sir Barton †        | Estados Unidos | Star Shoot         | Johnny Loftus      | H. Guy Bedwell         | J. K. L. Ross                      | 1'53"00       |               |
| 1918 * | Jack Hare Jr.       | Estados Unidos | Marathon           | Charles Peak       | F. D. Weir             | W. E. Applegate                    | 1'53"40       |               |
| 1918 * | War Cloud           | Estados Unidos | Polymelus          | Johnny Loftus      | W. B. Jennings         | A. Kingsley Macomber               | 1'53"60       |               |
| 1917   | Kalitan             | Estados Unidos | Rey Hindoo         | E. Haynes          | William Hurley         | Edward R. Bradley                  | 1'54"40       |               |
| 1916   | Damrosch            | Estados Unidos | Rock Sand          | Linus McAtee       | A. G. Weston           | J. K. L. Ross                      | 1'54"80       |               |
| 1915   | Rhine Maiden ‡      | Estados Unidos | Watercress         | Douglas Hoffman    | F. Devers              | E. F. Whitney                      | 1'58"00       |               |
| 1914   | Holiday             | Estados Unidos | Broomstick         | Andy Schuttinger   | J. S. Healy            | Mrs. A. Barklie                    | 1'53"80       |               |
| 1913   | Buskin              | Estados Unidos | Hamburg            | James Butwell      | John Whalen            | John Whalen                        | 1'53"40       |               |
| 1912   | Colonel Holloway    | Estados Unidos | Ethelbert          | Clarence Turner    | D. Woodford            | Beverwyck Stable                   | 1'56"60       |               |
| 1911   | Watervale           | Estados Unidos | Watercress         | Eddie Dugan        | John Whalen            | August Belmont, Jr.                | 1'51"00       |               |
| 1910   | Layminster          | Estados Unidos | Matchless          | Roy Estep          | J. S. Healy            | Capt. E. B. Cassatt                | 1'40"60       |               |
| 1909   | Effendi             | Estados Unidos | Previous           | Willie Doyle       | F. C. Frisbie          | W. T. Ryan                         | 1'39"80       |               |
| 1908   | Royal Tourist       | Estados Unidos | Sandringham        | Eddie Dugan        | Andrew J. Joyner       | Harry P. Whitney                   | 1'46"40       |               |
| 1907   | Don Enrique         | Estados Unidos | Hastings           | G. Mountain        | John Whalen            | August Belmont, Jr.                | 1'45"40       |               |
| 1906   | Whimsical ‡         | Estados Unidos | Orlando II         | Walter Miller      | T. J. Gaynor           | T. J. Gaynor                       | 1'45"00       |               |
| 1905   | Cairngorm           | Estados Unidos | Star Ruby          | W. Davis           | Andrew J. Joyner       | Sydney Paget                       | 1'45"80       |               |
| 1904   | Bryn Mawr           | Estados Unidos | Atheling           | Gene Hildebrand    | W. F. Presgrave        | Goughacres Stable                  | 1'44"20       |               |
| 1903   | Flocarline ‡        | Estados Unidos | St.Florian         | W. Gannon          | H. C. Riddle           | M. H. Ticenor                      | 1'44"80       |               |
| 1902   | Old England         | Estados Unidos | Goldfinch          | L. Jackson         | Green B. Morris        | Green B. Morris                    | 1'45"80       |               |
| 1901   | The Parader         | Estados Unidos | Longstreet         | F. Landry          | Thomas J. Healey       | Richard T. Wilson, Jr.             | 1'47"20       |               |
| 1900   | Hindus              | Estados Unidos | Volante            | H. Spencer         | J. H. Morris           | George J. Long                     | 1'48"40       |               |
| 1899   | Half Time           | Estados Unidos | Hanover            | R. Clawson         | Frank McCabe           | P. J. Dwyer                        | 1'47"00       |               |
| 1898   | Sly Fox             | Estados Unidos | Flying Fox         | Willie Simms       | Hardy Campbell         | C. F. Dwyer                        | 1'49"75       |               |
| 1897   | Paul Kauvar         | Estados Unidos | Pirate of Penzance | T. Thorpe          | T. P. Hayes            | T. P. Hayes                        | 1'51"25       |               |
| 1896   | Margrave            | Estados Unidos | St Blaise          | Henry Griffin      | Byron McClelland       | August Belmont, Jr.                | 1'51"00       |               |
| 1895   | Belmar              | Estados Unidos | Belvidere          | Fred Taral         | Edward Feakes          | Preakness Stables                  | 1'50"50       |               |
| 1894   | Assignee            | Estados Unidos | Spendthrift        | Fred Taral         | W. Lakeland            | James & Foxhall P. Keene           | 1'49"25       |               |
| 1893   | Não realizado       | Não realizado  | Não realizado      | Não realizado      | Não realizado          | Não realizado                      | Não realizado | Não realizado |
| 1892   | Não realizado       | Não realizado  | Não realizado      | Não realizado      | Não realizado          | Não realizado                      | Não realizado | Não realizado |
| 1891   | Não realizado       | Não realizado  | Não realizado      | Não realizado      | Não realizado          | Não realizado                      | Não realizado | Não realizado |
| 1890   | Montague            | Estados Unidos | Mortemer           | W. Martin          | Edward Feakes          | Preakness Stables                  | 2'36"75       |               |
| 1889   | Buddhist            | Estados Unidos | Hindoo             | George B. Anderson | J. Rogers              | Sam S. Brown                       | 2'17"50       |               |
| 1888   | Refund              | Estados Unidos | Sensation          | Fred Littlefield   | Robert W. Walden       | Robert W. Walden                   | 2'49"00       |               |
| 1887   | Dunboyne            | Estados Unidos | Uncas              | William Donohue    | W. Jennings            | W. Jennings                        | 2'39"50       |               |
| 1886   | The Bard            | Estados Unidos | Longfellow         | S. Fisher          | John Huggins           | A. J. Cassatt                      | 2'45"00       |               |
| 1885   | Tecumseh            | Estados Unidos | Attlia             | Jim McLaughlin     | Charles S. Littlefield | W. Donohue                         | 2'49"00       |               |
| 1884   | Knight of Ellerslie | Estados Unidos | Eolus              | S. Fisher          | T. B. Doswell          | Major T. W. Doswell                | 2'39"50       |               |
| 1883   | Jacobus             | Estados Unidos | The Ill-Used       | George Barbee      | R. Dwyer               | J. E. Kelly                        | 2'42"50       |               |
| 1882   | Vanguard            | Estados Unidos | Virgil             | T. Costello        | Robert W. Walden       | George L. Lorillard                | 2'44"50       |               |
| 1881   | Saunterer           | Estados Unidos | Leamington         | T. Costello        | Robert W. Walden       | George L. Lorillard                | 2'40"50       |               |
| 1880   | Grenada             | Estados Unidos | King Alfonso       | Lloyd Hughes       | Robert W. Walden       | George L. Lorillard                | 2'40"50       |               |
| 1879   | Harold              | Estados Unidos | Leamington         | Lloyd Hughes       | Robert W. Walden       | George L. Lorillard                | 2'40"50       |               |
| 1878   | Duke of Magenta     | Estados Unidos | Lexington          | C. Holloway        | Robert W. Walden       | George L. Lorillard                | 2'41"75       |               |
| 1877   | Cloverbrook         | Estados Unidos | Vauxhall           | C. Holloway        | Jeter Walden           | E. A. Clabaugh                     | 2'45"50       |               |
| 1876   | Shirley             | Estados Unidos | Lexington          | George Barbee      | W. Brown               | Pierre Lorillard IV                | 2'44"75       |               |
| 1875   | Tom Ochiltree       | Estados Unidos | Lexington          | Lloyd Hughes       | Robert W. Walden       | John F. Chamberlain                | 2'43"50       |               |
| 1874   | Culpepper           | Estados Unidos | Revolver           | William Donohue    | H. Gaffney             | H. Gaffney                         | 2'56"50       |               |
| 1873   | Survivor            | Estados Unidos | Vandal             | George Barbee      | A. D. Pryor            | John F. Chamberlain                | 2'43"00       |               |

A † designa um Tríplice Coroado.

A ‡ designa uma égua.

## Números e recordes
Jockey com mais vitórias
- 6 - Eddie Arcaro (1941, 1948, 1950, 1951, 1955, 1957)

Treinador com mais vitórias
- 8 - Bob Baffert (1997, 1998, 2001, 2002, 2010, 2015, 2018, 2023)

Dono com mais vitórias
- 7 - Fazenda Calumet (1941, 1944, 1947, 1948, 1956, 1958, 1968, 2013)

Maior margem de vitória
- 11 corpos e 1/2 - Smarty Jones (2004)

## Fatalidade
Em 2006, o Vencedor do Kentucky Derby Barbaro rodou nas primeiras 100 jardas do Preakness. Bernardini venceu. Barbaro foi levado a New Bolton Center of the University of Pennsylvania mas em 29 de  janeiro de 2007 não sobreviveu devido a complicações ósseas (laminitis).